# 弗莱德·K·舍费尔
弗莱德·K·舍费尔（Fred K. Schaefer，1904年7月7日—1953年6月6日），是一名著名的地理学家，他也是計量革命的先驱者之一。

## 生平
舍费尔出生于德国柏林的一个工人家庭。年轻时，在纳粹德国时期法西斯主义爆发后，他作为社会民主党的成员参与政治。1928年至1932年，他考入柏林大学，本科阶段学习经济学、经济地理和政治地理学；研究生阶段学习数学和人口统计。
之后他离开德国，进入俄勒冈州立大学地理系。1947年，与当地女子玛丽结婚。1953年6月6日，因心脏病去世。

## 贡献
他在美国地理协会年鉴发表论文《地理学中的例外论：方法论的检视》（Exceptionalism in geography: A Methodological Examination）。该论文引起了当时学界争议，并撼动了地理学家理查德·哈特向的地位。该文章主张地理学采取更为科学的运算方法。舍费尔去世时，该论文尚未付梓，所以他无法对文章进行更深的解释，或回答哈特向的质疑。但是该文促使年轻的经济地理学家进而重述地理学科学，并形成后来的所谓空间科学和新经济地理学。
他妻子在舍费尔死后，将舍费尔的未发表书稿捐给了美国地理学会，包括《政治地理学》和《地理学本质》两本书。